# William Roberts (Maler)
William Roberts RA (* 5. Juni 1895 in London; † 20. Januar 1980 in London) war ein britischer Maler des Kubismus und Mitbegründer des Vortizismus.

## Leben und Werk
William Roberts wurde als drittes Kind des Zimmermannes Edward Roberts und seiner Frau Emma, geborene Collins, im Londoner Bezirk Hackney geboren. Vierzehnjährig begann er 1909 eine Ausbildung als Plakatmaler in einer Drucker- und Werbefirma (Sir Joseph Causton Ltd.) und besuchte Abendkurse in der St Martin's School of Art in London. Ein Stipendium des London County Council ermöglichte ihm ein Studium an der Slade School of Art im Jahr 1910. Hier gehörten zu seinen Mitstudenten die Künstler Dora Carrington, Mark Gertler, Paul Nash, Christopher Nevinson, Stanley Spencer und David Bomberg.
Roberts war vom Post-Impressionismus und dem Kubismus fasziniert, angeregt durch die gleichen Interessen seiner Freunde an der Slade, hier besonders David Bomberg, und seine Reisen nach Frankreich und Italien 1913 nach Beendigung seines Studiums.
Ende 1913 arbeitete er für Roger Frys Designerwerkstatt Omega Workshops, was ihm zu ersten Bildern in kubistischer Manier wie The Return of Ulysses verhalf, das zuerst 1913 im New English Art Club ausgestellt wurde, heute in Nottingham im Besitz des Castle Museum and Art Gallery.
Nachdem Roberts Omega Workshops verlassen hatte, fand er Anschluss an Wyndham Lewis, zusammen mit anderen bildeten sie die Kernzelle der britischen Variante des Futurismus, für die Ezra Pound den Namen Vortizismus (vorticism) vorgeschlagen hatte. Angeregt waren sie durch die 1912 von italienischen Futuristen unter der Leitung von Filippo Tommaso Marinetti in London haltmachende Wanderausstellung und deren Manifest. In beiden Heften der Vortizisten-Zeitschrift BLAST (Nr. 1, 1914 und Nr. 2, 1915) war er mit Illustrationen vertreten. Er selbst bezeichnete sich später als Kubist.

### Erster Weltkrieg
1916 wurde Roberts einberufen und war an der Westfront eingesetzt. Er machte von der Möglichkeit Gebrauch, als Kriegsmaler tätig zu sein und bewarb sich beim Canadian War Records Office, war aber auch als Kriegsmaler für das britische Informationsministerium tätig, für das er das Gemälde A Shell Dump, France (1918/1919) schuf. Eines seiner bekannteren Werke ist jedoch das nicht aus eigener Ansicht geschaffene The First German Gas Attack at Ypres (1918), das den Gaskrieg im westflandrischen Ypres in der Manier eines Otto Dix und George Grosz darstellt. Diese Werke begründeten seinen Ruf als Kriegsmaler.

### Zwischenkriegszeit
1915 traf er Sarah Kramer (1900–1992), die Schwester seines ehemaligen Slade-Mitstudenten Jacob Kramer, mit der er einen Sohn, den späteren Dichter und Gitarristen John David Roberts (1919–1995) hatte, und die er 1922 heiratete. Sarah wurde in der Folgezeit ein häufiges Motiv in seinen Bildern.
Nach dem Ersten Weltkrieg wandte er sich thematisch einer Art Dokumentation städtischen Lebens zu, malte fahrradfahrende oder picknickende Cockneys, schuf aber auch eine Reihe Porträts, darunter von T. E. Lawrence (1922; heute im Ashmolean Museum, Oxford), von John Maynard Keynes und seiner Gattin, Lydia Lopokova (1932; heute in der National Portrait Gallery, London), dazu auch Szenen aus griechischer/ resp. christlicher Mythologie.
Im Juni 1922 war er mit Illustrationsaufgaben für T. E. Lawrence’ autobiografischem Werk „Die sieben Säulen der Weisheit“ (Seven Pillars of Wisdom) beauftragt.
1923 hatte William Roberts seine erste Einzelausstellung, veranstaltet in der Chenil Gallery in Chelsea, London. 1925 wurde er Gastdozent an der Central School of Art; diese Tätigkeit übte er bis 1960 aus.
Roberts gehörte zu den britischen Malern, die das Land auf der 1932 Biennale von Venedig vertraten. Im Dezember 1933 fand in Hamburg durch den Anglo-German Club die 1. Austauschausstellung neuer Kunst England–Deutschland statt, in der erstmals Werke von Roberts in Deutschland zu sehen waren, darunter The Park Bench (1933).

### Zweiter Weltkrieg
Bei Beginn des Zweiten Weltkrieges war Roberts bereits zu alt für den aktiven Wehrdienst, bewarb sich aber noch einmal als Kriegsmaler, was jedoch aus Transportgründen nicht zustande kam. Er schuf in der Zeit einige Werke aus dem Leben der Heimatfront, darunter Munitions Factory (1940) und The Control Room, Civil Defence Headquarters (1942). Die Kriegsjahre verbrachte er in Oxford, malte dort ländliche Szenen und reiste nur nach London, um seine Lehrtätigkeit auszuüben.

### Nachkriegsjahre
1946 zogen William und Sarah Roberts zurück nach London. In der Sommerausstellung der Royal Academy of Arts des Jahres 1948 zeigte er erstmals dort zwei seiner Werke, ein Selbstporträt und ein Porträt Sarahs als Zigeunerin. Bis zu seinem Tode war er regelmäßig auf den Sommerausstellungen vertreten.
Die Tate Gallery veranstaltete 1956 eine größere Ausstellung unter dem Titel Wyndham Lewis and Vorticism, in der 150 von dessen Arbeiten und nur wenige der anderen Vortizisten gezeigt wurde, was nicht ohne Folgen blieb. Roberts fühlte sich durch die Darstellung der übrigen Vortizisten als Lewis’ „Handlanger“ beleidigt und veröffentlichte eine Reihe „Vortex Pamphlets“, in denen er gegen die Ausstellung, den Katalog, sogar gegen die Behandlung in der Presse polemisierte. Auch hielt er die Abhandlung seiner Person durch den Direktor der Tate, John Rothenstein, in dessen 1956 erschienenem zweiten Band Modern English Painters als seiner künstlerischen Karriere für abträglich. Um sein Werk bekannter zu machen, veröffentlichte er ab 1957 Sammlungsbände mit Werkreproduktionen, von denen Some Early Abstract and Cubist Work 1913–1920 (London, 1957) das erste war.

### Anerkennung nach 1960
Im Jahr 1961 erhielt Roberts eine Auszeichnung der Calouste-Gulbenkian-Stiftung „in recognition of his artistic achievement and his outstanding service to British painting“ („in Anerkennung seiner künstlerischen Leistungen und seine besonderen Verdienste um britische Malerei“). Im gleichen Jahr begann er mit einem seiner bekanntesten Gemälde, The Vorticists at the Restaurant de la Tour Eiffel, Spring 1915, das er 1962 vollendete, heute im Besitz der Tate Gallery. Diese veranstaltete auch 1965, organisiert vom Arts Council of Great Britain, eine erste größere Respektive mit 107 Ölgemälden und 98 Arbeiten mit Wasserfarben, Zeichnungen und Studien, die in verkleinertem Umfang auch in Newcastle upon Tyne und Manchester gezeigt wurde.
1966 erfolgte die Wahl zum Vollmitglied in die Royal Academy of Arts in London.
Sein Andenken, die Förderung und die Erforschung seines Lebenswerkes ist Aufgabe der im Jahr 2002 gegründeten William Roberts Society. Seine Werke befinden sich in zahlreichen Museen der Welt.

## Veröffentlichungen
- The Resurrection of Vorticism and the Apotheosis of Wyndham Lewis at the Tate. London 1956. (= Vortex Pamphlet No. 1, englishcubist.co.uk).
- Cometism and Vorticism - A Tate Gallery Catalogue Revised. London 1956. (= Vortex Pamphlet No. 2, englishcubist.co.uk).
- A Press View at the Tate Gallery. London 1956. (= Vortex Pamphlet No. 3, englishcubist.co.uk).
- A Reply to My Biographer Sir John Rothenstein. London 1957. (= Vortex Pamphlet No. 4, englishcubist.co.uk).
- Vorticism and the Politics of Belles-Lettres-ism. London 1958. (= Vortex Pamphlet No. 5, englishcubist.co.uk).
- Some Early Abstract and Cubist Work 1913–1920. London 1957.
- Paintings 1917–1958 by William Roberts ARA. London 1960.
- William Roberts ARA Paintings and Drawings 1909–1964. London 1964.
- 8 Cubist Designs. London 1969.
- Paintings and Drawings: William Roberts RA. London 1976.
- Five Posthumous Essays and Other Writings. Valencia 1990.